# Liste des US Routes au New Jersey
Les US Routes au New Jersey font partie du réseau des US Routes. Celles-ci sont entretenues par le New Jersey Department of Transportation (NJDOT). 

## Liste
| Numéro | Longueur (mi) | Longueur (km) | Terminus sud / ouest                                                                 | Terminus nord / est                                                                              | Créée | Notes |
| ------ | ------------- | ------------- | ------------------------------------------------------------------------------------ | ------------------------------------------------------------------------------------------------ | ----- | ----- |
| US 1   | 66,06         | 106,31        | US 1 à la frontière de la Pennsylvanie à Trenton                                     | I-95 / US 1 / US 9 à la frontière de l'État de New York sur le Pont George-Washington à Fort Lee | 1926  |       |
| US 9   | 166,34        | 267,70        | US 9 à la frontière du Delaware sur le traversier entre Cape May et Lewes à Cape May | I-95 / US 1 / US 9 à la frontière de l'État de New York sur le Pont George-Washington à Fort Lee | 1926  |       |
| US 9W  | 11,17         | 17,98         | I-95 / N.J. Turnpike / US 1 / US 9 / US 46 / Route 4 / Route 67 à Fort Lee           | US 9W à la frontière de l'État de New York à Alpine                                              | 1926  |       |
| US 22  | 60,53         | 97,41         | US 22 à la frontière de la Pennsylvanie à Phillipsburg                               | I-78 / US 1 / US 9 / Route 21 à Newark                                                           | 1926  |       |
| US 30  | 58,26         | 93,76         | I-676 / US 30 à Camden                                                               | Virginia Avenue à Atlantic City                                                                  | 1926  |       |
| US 40  | 64,32         | 103,51        | I-295 / US 40 à la frontière du Delaware à Pennsville                                | Atlantic Avenue / Pacific Avenue à Atlantic City                                                 | 1926  |       |
| US 46  | 75,34         | 121,25        | I-80 / Route 94 à Columbia                                                           | I-95 / US 1 / US 9 à la frontière de l'État de New York sur le Pont George-Washington à Fort Lee | 1935  |       |
| US 130 | 83,46         | 134,32        | I-295 / US 40 / Route 49 à Pennsville Township                                       | US 1 / Route 171 à North Brunswick Township                                                      | 1927  |       |
| US 202 | 80,31         | 129,25        | US 202 à la frontière de la Pennsylvanie à Lambertville                              | US 202 à la frontière de l'État de New York à Mahwah                                             | 1934  |       |
| US 206 | 129,77        | 208,84        | US 30 / Route 54 à Hammonton                                                         | US 206 à la frontière de la Pennsylvanie à Montague Township                                     | 1934  |       |
| US 322 | 62,81         | 101,08        | US 322 à la frontière de la Pennsylvanie à Bridgeport                                | Atlantic Avenue / Pacific Avenue à Atlantic City                                                 | 1936  |       |
|        |               |               |                                                                                      |                                                                                                  |       |       |